# Alexandru Marghiloman
Alexandru Maghiloman (Buzău, 4 de julho de 1854 — Buzău, 10 de maio de 1925) foi um estadista conservador romeno. Ocupou o cargo de primeiro-ministro por um breve período (15 de março a 24 de outubro de 1918) e teve um papel decisivo durante a Primeira Guerra Mundial.

## Início de carreira
Nasceu em Buzău, ingressou no Saint Sava National College em Bucareste e depois estudou Direito em Paris. Marghiloman foi eleito para o Parlamento romeno em 1884 e ingressou no governo em 1888.
Membro do Partido Conservador, apoiou a cooperação com o Império Alemão e a Áustria-Hungria na Tríplice Aliança e, no início da Primeira Guerra Mundial, favoreceu a neutralidade. A Romênia permaneceu neutra até 1916, quando entrou no lado dos Aliados e esta foi a razão pela qual ele recusou um assento no governo liberal de Ion Brătianu.
Depois que os alemães ocuparam Bucareste, ele permaneceu lá como presidente da Cruz Vermelha Romena e atuou como mediador entre as autoridades de ocupação alemãs e a população romena. Ele rejeitou as idéias do lado alemão de formar uma administração paralela ao governo do rei Fernando I , que foi transferido para Iaşi.

## Gabinete e anos posteriores

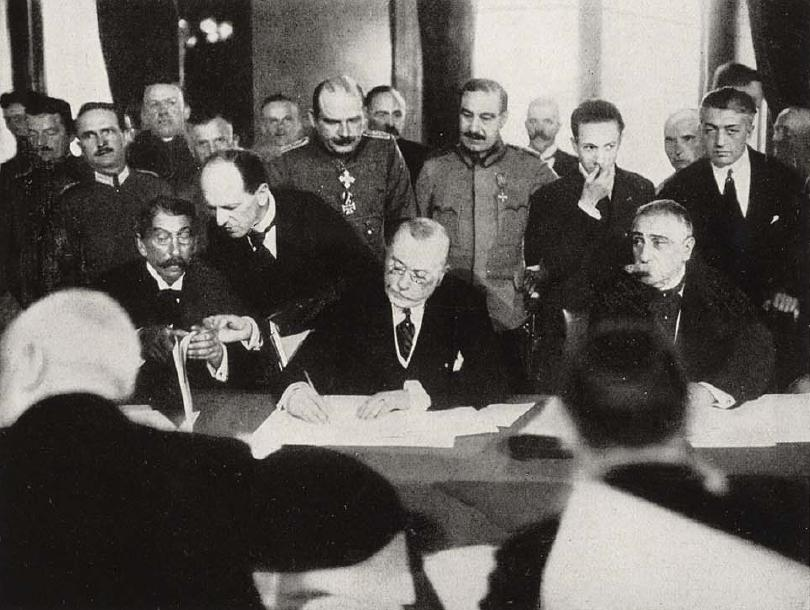
Alexandru Marghiloman assinando o Tratado de Bucareste em 7 de maio de 1918

No entanto, uma vez que a Rússia bolchevique retirou-se da guerra e os alemães poderiam ocupar o resto da Romênia, o rei Ferdinand solicitou que Marghiloman se tornasse um primeiro-ministro, na esperança de que com um primeiro-ministro pró-alemão fosse mais fácil fazer a paz com os alemães, e sabendo que a Alemanha consideraria a Frente Ocidental muito mais importante.
De fato, Marghiloman negociou e assinou um tratado de paz (conhecido como Tratado de Bucareste ) com as Potências Centrais em 7 de maio de 1918, que provou ser muito punitivo e restritivo para a Romênia. No entanto, este tratado nunca foi ratificado. O gabinete de Marghiloman caiu após o armistício de Compiègne e foi substituído rapidamente pelo general pró-aliado Constantin Coandă em 6 de novembro, sob cujo gabinete a Romênia voltou a entrar na guerra contra a Alemanha em 10 de novembro, um dia antes do fim da guerra. Aposentado da vida pública após o colapso de políticos conservadores na Grande Romênia do pós-guerra, Marghiloman morreu em sua cidade natal.

## Vida pessoal
Em sua vida privada, Marghiloman também era um criador de cavalos. Sua grande propriedade, a Villa Albatros (em homenagem a um de seus cavalos) em Buzău, foi por muito tempo um ponto de encontro para políticos conservadores. Ele também tinha uma mansão em Hagiești, que foi construída em 1869-1874.
Marghiloman deu seu nome ao café Marghiloman, café turco fervido em conhaque.